# Alejandro Zaera Polo
Alejandro Zaera Polo, né le 17 octobre 1963 à Madrid en Espagne, est un architecte espagnol établi à Londres. Il a créé en 1995 avec sa femme Farshid Moussavi l'atelier Foreign Office Architects, qui s'est fait connaître en réalisant le Terminal maritime international de passagers de Yokohama (Japon).

## Biographie
Alejandro Zaera Polo a fait ses études d'architecture à Madrid (École technique supérieure d'architecture de Madrid, où il est diplômé avec les félicitions du Jury, ainsi qu'à l'université polytechnique de Madrid), Il poursuit ensuite ses études à la Graduate School of Design pour une maîtrise de design, le Mars II, qu'il obtient avec distinction en 1991. À la suite de son master, il collabore avec Rem Koolhaas à l'Office for Metropolitan Architecture de Rotterdam, où il rencontre Farshid Moussavi avec laquelle il cofonde la Foreign Office Architects en 1993.
Zaera-polo a également eu une forte implication dans l'éducation au niveau international depuis 1993. En 2009, il a reçu le Norman R. Foster professeur invité à la Yale University School of Architecture. Il est aussi actuellement professeur invité à Princeton University School of Architecture, et occupe la chaire Berlage à l'université technique de Delft, aux Pays-Bas. Il a été doyen de la Berlage Institute de Rotterdam de 2002-2005, la réinitialisation boussole académiques de l'institution grâce à la pédagogie et des manifestations publiques à la création de nouveaux instruments de l'architecture et de design urbain conçu par la pratique dans des conditions de la mondialisation. Il a été un critique invité à Columbia GSAPP, Princeton SOA, UCLA School of Architecture, et il a dirigé une unité de diplôme pour huit ans à l'Architectural Association à Londres. Il est devenu professeur invité à Ravensbourne Londres.
Il a également été conseiller auprès de l'aménagement urbain et de plusieurs comités de développement, telles que la Commission municipale de la qualité de l'Architecture de la Ville de Barcelone. Il est également membre de The Urban Age, le monde entier, d'enquête multidisciplinaire sur l'avenir des villes par le biais d'une séquence de conférences internationales, organisées de 2005 à 2010 par le think tank du même nom, qui est basé à la London School of Economics.
Il faisait également partie de l'équipe-Unis Architectes qui ont été finalistes au concours de Ground Zero. Il a conçu et supervisé la réalisation d'un large éventail de projets internationaux tels que le Parc Forum Barcelone et auditoriums, le Théâtre de Torrevieja, le Centre de transfert de technologie Rioja à Logroño, en Espagne, le logement de Carabanchel à Madrid, Les Tours Palais résidentiel à Busan et le récemment terminé Ravensbourne College of Design et Communication. Il a également conçu et livré le pavillon espagnol de l'Exposition internationale 2004 d'Aichi et le Pavillon de Madrid à l'Expo Shanghai 2010, et a représenté la Grande-Bretagne à la Biennale d'Architecture de Venise 2002. Zaera Polo a figuré parmi les participants du congrès « Acier et Architecture : Japon – Espagne », organisé par ArcelorMittal en mai et juin 2007 à Barcelone (Espagne).
En juin 2011, il se sépare de sa femme et met fin à l'activité de FOA, et fonde son propre atelier Alejandro Zaera Polo Architecture, basé à Londres et Barcelone.

### Recherche
Influencé par Rem Koolhas, Alejandro Zaera Polo, il considère l'architecture, non comme une expérience mais comme une structure, comme la cristallisation d'un système de relations.
Alejandro Zaera-Polo a une participation exceptionnellement précoce comme un théoricien, écrivant pour El Croquis dès 1987, où il a identifié et théorisé le travail de la génération actuelle d'architectes établie. Ses premiers travaux théoriques inaugurent une critique matérialiste de l'architecture au départ de la déconstruction et la théorie critique, le discours dominant théorique dans les années 1980. Il est également profondément influencé par les lectures de Gilles Deleuze et Félix Guattari et la théorie de la complexité, le reliant au discours pratiqué en Amérique par des auteurs tels que Jeffrey Kipnis, Sanford Kwinter et Greg Lynn, et par la lecture d'auteurs néomarxistes, tels que Manuel Castells, David Harvey et Henri Lefebvre, qui a laissé une forte polarisation politique à son approche de la théorie architecturale.
Après ces premières expériences, il a réussi à transférer son intérêt théorique en début d'une pratique architecturale viable, en tant que partenaire fondateur du Foreign Office Architects (FOA). L'expérience de la pratique architecturale déplacé sa critique vers une perspective plus pragmatique et adressée à la discussion sur la pratique de l'architecture et l'analyse des conditions de production qui l'affectent : l'impact de la mondialisation, technologies de l'information et des structures organisationnelles, la discussion de l'iconographie et la représentation dans le rôle culturel et politique de l'architecture et une critique politique de l'industrie de la construction contemporaine sont quelques-uns des sujets que son plus récent porte sur les travaux théoriques. Ses récents travaux théoriques ont été publiés par des articles dans différents médias, changeant constamment de position et l'emplacement d'aborder des sujets contemporains d'une manière poignante et polémique. Ses propres cartes Autobiographie scientifique, comme un transcontinental, la dérive psycho-géographique, une gravitation à travers certains des milieux les plus stimulants architecturale au cours du dernier trimestre d'un siècle. Racontant une séquence variée et vivante des expositions culturelles, Zaera Polo applique ses connaissances et expérimentalisme comme il évolue sa lecture personnelle de la théorie et la pratique architecturale - et non des entités que dialectiquement opposés, mais comme un continuum complexe.
Au-delà du travail théorique dans El Croquis, ses textes ont été publiés dans de nombreuses publications professionnelles comme Quaderns, A + U, Arc + , Connexion, Volume et Design Magazine Harvard, et dans les livres dont La Ville sans fin et la vie dans la ville sans fin (éd . Richard Burdett et Deyan Sudjic, publié par Phaidon, 2008 et 2011). Beaucoup de ses écrits constituent les textes publiés FOA.

### Publications
- Conteneurs arche évolution FOA pour les singularités proliférantes, architecture coréenne et Culture Magazine, Décembre 2004
- Phylogenèse: Arche FOA, Actar, Barcelone, Espagne, 2003
- Foreign Office Architects, la complexité et la cohérence, une monographie, El Croquis, # 115/116, Madrid, Espagne, 2003
- Le projet de Yokohama, une monographie, Actar, Barcelone, Espagne, 2002
- Foreign Office Architects, 2G#16: Une monographie sur les concepteurs du terminal de Yokohama Port et d'autres projets intéressants, (anglais / espagnol) Gustavo Gili, Barcelone, Espagne, 2001

### Principales réalisations
- 2007 : Birmingham New Street Réaménagement, Birmingham, Royaume-Uni
- 2011-2014 : ISAF Sailing installations du Championnat du monde à Santander, Espagne
- 2010 : Gapyong Centre communautaire en Corée du Sud
- 2011 : Hôpital Universitaire Arnau de Vilanova à Lleida, Espagne
- 2011 : Biopol Centre des sciences de Barcelone, Espagne

## Sources
- Cet article est partiellement ou en totalité issu de l'article intitulé « Foreign Office Architects » (voir la liste des auteurs).